# タナバタウオ科
タナバタウオ科 (学名：Plesiopidae)はスズキ目の下位分類群の一つ。インド太平洋の熱帯海域から2亜科12属51種が知られる。食用とはされず、観賞用に飼育されることがある。

## 分布と生息地
インド太平洋の熱帯海域に分布し、沿岸部のタイドプールやサンゴ礁、海中洞窟に生息する。

## 形態
目と口は大きく、頭部は丸みを帯びる。体は細長い。背鰭は長い1基であり、棘条は11-18本。腹鰭は長く、1棘と2 - 4軟条から成る。臀鰭棘条は3-10本。

## 生態
多くの種が夜行性で、昼間はサンゴや岩などの陰に隠れており、夜間に小型の無脊椎動物や小魚を捕食する。ツバメタナバタウオ属と Trachinops 属の一部は昼間でも活動し、プランクトンを捕食する。親は岩などに産み付けた卵の世話をし、口内保育を行う種もいる。日本近海からは5属11種が知られている。

## 分類
2024年現在、以下の種が分類されている。
- トゲタナバタウオ亜科 Acanthoclininae Günther, 1861
  - Acanthoclinus Jenyns, 1841 ニュージーランド近海の5種。
  - フチドリタナバタウオ属 Acanthoplesiops Regan, 1912
  - Beliops Hardy, 1985 西太平洋の2種。
  - トゲタナバタウオ属 Belonepterygion McCulloch, 1915
  - Notograptus Günther, 1867 西太平洋の2種。独立の科に分類する見解もある。
- タナバタウオ亜科 Plesiopinae Günther, 1861
  - ツバメタナバタウオ属 Assessor Whitley, 1935
  - シモフリタナバタウオ属 Calloplesiops Fowler and Bean, 1930 - シモフリタナバタウオ
  - Fraudella Whitley, 1935 オーストラリアの1種。
  - Paraplesiops Bleeker, 1875 オーストラリアの5種。
  - タナバタウオ属 Plesiops Oken, 1817 - タナバタウオ
  - Steeneichthys Allen & Randall, 1985 東インド洋と西太平洋の2種。
  - Trachinops Günther, 1861 インド太平洋の4種。